# Rudolf Szanwald

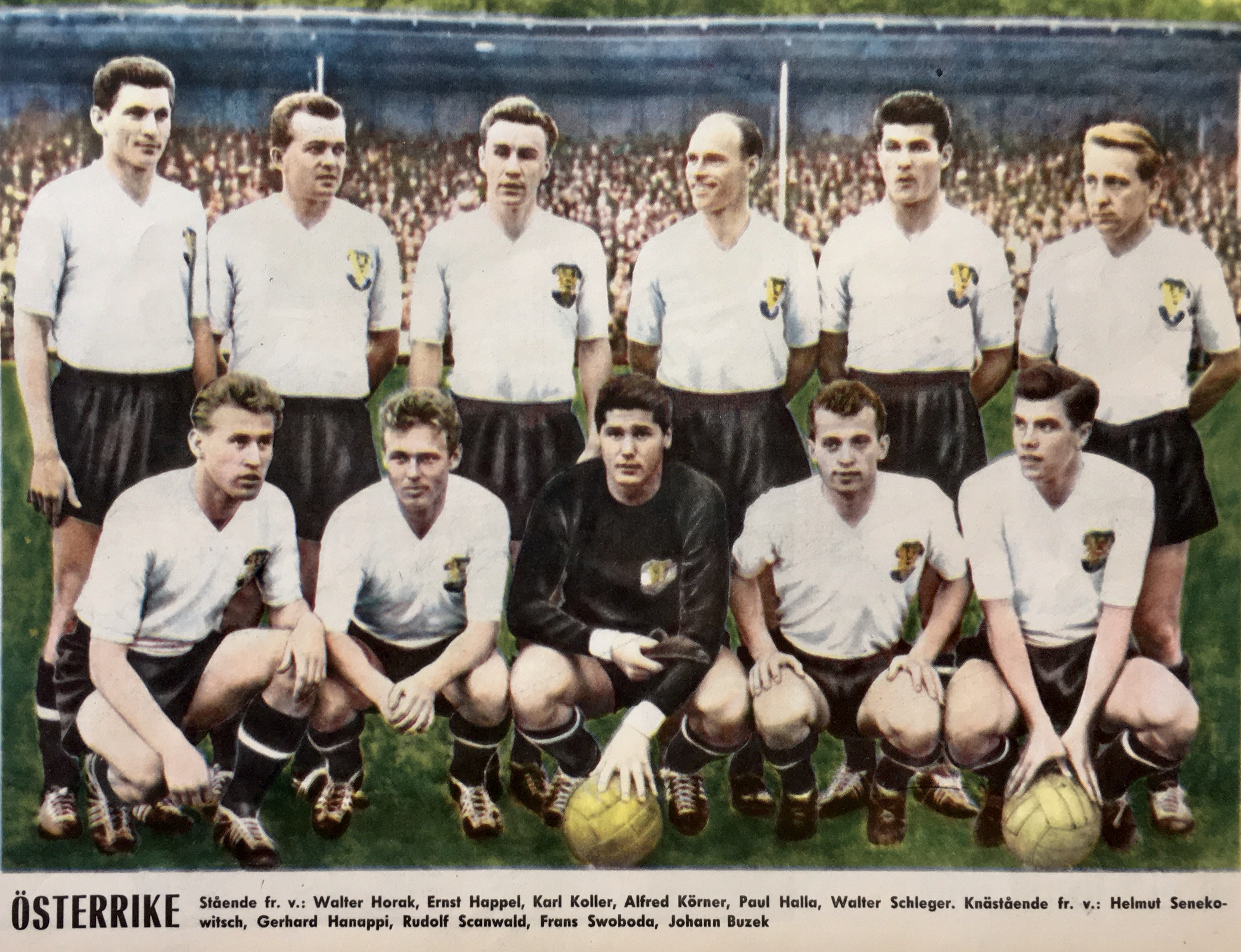
Österreichische Nationalmannschaft aus dem Jahre 1958 – Bild zeigt 2. Reihe stehend v. l.: Walter Horak, Ernst Happel, Karl Koller, Alfred Körner, Paul Halla, Walter Schleger; 1. Reihe hockend v. l.: Helmut Senekowitsch, Gerhard Hanappi, Rudolf Szanwald, Franz Swoboda und Johann Buzek

Rudolf „Rudi“ Szanwald (* 6. Juli 1931 in Wien; † 2. Jänner 2013 ebenda) war ein österreichischer Fußballspieler. Mit der österreichischen Nationalmannschaft nahm der Tormann 1958 an der Weltmeisterschaft in Schweden teil, mit dem Wiener Sport-Club und dem Fußballklub Austria Wien gewann er je zwei Meisterschaften.

## Karriere
Rudi Szanwald trat bereits 1946 als Vierzehnjähriger dem Wiener Sport-Club bei, wo der Tormann 1951/52 sein erstes Spiel in der A-Liga bestritt. Bald Stammtormann der Dornbacher, schrammte er 1954/55 nur knapp als Vizemeister am ersten großen Titelgewinn vorbei. In derselben Spielzeit kam Rudi Szanwald am 16. Oktober 1955 gegen Ungarn auch zu seinem ersten Länderspieleinsatz in der österreichischen Nationalmannschaft. Als Karrierehöhepunkt entwickelten sich die Jahre 1958 und 1959, in denen er zweimal mit dem Wiener Sport-Club die Meisterschaft gewann und im anschließenden Europapokal der Landesmeister in beiden Fällen bis ins Viertelfinale vorpreschte. Bis in die Fußballgegenwart bemerkenswert dabei der 7:0-Heimsieg am 1. Oktober 1958 im Europapokal der Landesmeister gegen den italienischen Meister Juventus Turin, bei dem Szanwald im Tor stand. Mit der österreichischen Nationalmannschaft nahm er im selben Jahr an der Weltmeisterschaft 1958 in Schweden teil. In einer schweren Gruppe mit England, Brasilien und der Sowjetunion kam er gegen die beiden erstgenannten Teams zum Zug, schaffte den Viertelfinal-Einzug allerdings nicht.
Mit Torleuten wie Kurt Schmied, der auch bei der WM-Partie gegen die Sowjetunion spielte, sowie später Gernot Fraydl als Konkurrenten, kam Rudi Szanwald der Ruf des Edelreservisten in der Nationalmannschaft zu, dennoch kam er bis 1965 auf zwölf Länderspiele für Österreich. Nachdem er dem Wiener Sport-Club genau zwanzig Jahre als Spieler treu geblieben war, ging der Tormann 1966 zu seinem Karriereausklang zum SK Austria Klagenfurt. Rudi Szanwald bot am Wörthersee weiter seine gewohnt starken Leistungen und wurde deshalb von dem Fußballklub Austria Wien 1967 als Ersatz für den nach Deutschland gegangenen Arkoc Özcan geholt. So spielte Szanwald noch einmal weitere drei Jahre um den Titel mit und wurde sogar 1969 und 1970 erneut zweimal in Serie österreichischer Meister.

## Trainerjahre
Kurz nach seiner aktiven Zeit wurde er bei seinem Ex-Spielerverein FK Austria Wien als Co-Trainer angestellt. Noch im selben Jahr wurde er entlassen. Anfang 1976 begann er als Trainer beim 1. Wiener Neustädter SC. Am Ende der Saison aber verließ er den Verein schon wieder. Kurz nach Beginn der Saison 1990 begann er als Torwart-Trainer bei Wiener Austria. Er blieb bis zu Saisonende 1993.

## Tod
Am 2. Jänner 2013 verstarb Rudi Szanwald mit 81 Jahren nach längerer Krankheit in seiner Geburtsstadt Wien. Er überließ seinen Körper dem Anatomischen Institut der Universität Wien zu wissenschaftlichen Zwecken. Den Toten, die ihren Körper in dieser Form gewidmet haben, sind Gedenkstätten im Wiener Zentralfriedhof gewidmet (hier: Neue Anatomiegräber, Gruppe 26).

## Erfolge
- 4 × Österreichischer Meister: 1958, 1959, 1969, 1970
- 2 × Österreichischer Vizemeister: 1955, 1960
- Teilnahme an der Fußball-Weltmeisterschaft 1958: Gruppenphase (die besten 16)
- 12 Länderspiele für die österreichische Fußballnationalmannschaft von 1955 bis 1965